# Франклін Тауншип (округ Йорк, Пенсільванія)
Франклін Тауншип (англ. Franklin Township) — селище (англ. township) в США, в окрузі Йорк штату Пенсільванія. Населення — 5032 особи (2020).

## Демографія
Згідно з переписом 2010 року, у селищі мешкало 4678 осіб у 1891 домогосподарстві у складі 1363 родин. Було 1966 помешкань
Расовий склад населення:
| - 97,4 % — білих - 0,6 % — чорних або афроамериканців - 0,5 % — азіатів - 0,1 % — корінних американців |

До двох чи більше рас належало 0,9 %. Частка іспаномовних становила 1,6 % від усіх жителів.
За віковим діапазоном населення розподілялося таким чином: 21,4 % — особи молодші 18 років, 66,5 % — особи у віці 18—64 років, 12,1 % — особи у віці 65 років та старші. Медіана віку мешканця становила 42,9 року. На 100 осіб жіночої статі у селищі припадало 99,0 чоловіків;  на 100 жінок у віці від 18 років та старших — 98,0 чоловіків також старших 18 років.
Середній дохід на одне домашнє господарство  становив 70 102 долари США (медіана — 60 114), а середній дохід на одну сім'ю — 79 218 доларів (медіана — 66 563). Медіана доходів становила 46 406 доларів для чоловіків та 36 000 доларів для жінок. За межею бідності перебувало 7,9 % осіб, у тому числі 9,4 % дітей у віці до 18 років та 8,0 % осіб у віці 65 років та старших.
Цивільне працевлаштоване населення становило 2640 осіб. Основні галузі зайнятості: освіта, охорона здоров'я та соціальна допомога — 18,9 %, роздрібна торгівля — 14,7 %, науковці, спеціалісти, менеджери — 10,6 %, публічна адміністрація — 9,8 %.